# Wartberg ob der Aist
Wartberg ob der Aist je městys v rakouské spolkové zemi Horní Rakousy, v okrese Freistadt.
Území obce se skládá z katastrálních území Untergaisbach a Wartberg ob der Aist.

## Místní části
Na území obce je těchto 28 sídel (počet obyvatel v závorce je uveden podle stavu k 1.1.2022):
- Altenhaus (116)
- Arnberg (95)
- Doberhagen (15)
- Frensdorf (356)
- Friensdorf (156)
- Haag (9)
- Hacklberg (139)
- Im Bichl (6)
- Klausmühle (8)
- Klingenwehr (38)
- Oberer Schlossberg (16)
- Obergaisbach (158)
- Obervisnitz (168)
- Reitling (120)
- Reitlingberg (52)
- Scheiben (173)
- Schloss Haus (96)
- Schlossberg (122)
- Schönreith (134)
- Steinpichl (269)
- Türnberg (66)
- Untere Reitling (119)
- Untergaisbach (349)
- Untervisnitz (57)
- Wartberg ob der Aist (1271)
- Wolfsegg (80)
- Zeilerberg (217)

## Historie
Obec se poprvé zmiňuje v listině biskupa Ulricha von Passau (z roku 1111), nacházela se ve východní části Bavorského vévodství a od 12. století patřila Rakouskému vévodství. Během jedné z husitských invazí do Mühlviertelu byl Wartberg v roce 1422 zničen.  Během napoleonských válek bylo místo několikrát obsazeno. Od roku 1918 patří obec do spolkové země Horní Rakousko. Po připojení Rakouska k Německé říši 13. března 1938 patřilo místo „Gau Oberdonau“. Po roce 1945 byl Wartberg v sovětské okupační zóně. Po roce 1955 byla infrastruktura rozšířena a přestavěna. V roce 1983 byl Wartberg povýšen na tržní status.

## Pamětihodnosti
- Farní kostel Nanebevzetí Panny Marie – převážně gotický farní kostel byl poprvé zmíněn 23. srpna 1111. Biskup Ulrich von Passau v listině potvrzuje, že jistý Sigihart předal wartberský kostel a jeho majetek klášteru sv. Floriána. V roce 1128 byl kostel vysvěcen pasovským biskupem Reginmarem. Po husitských a českých pohraničních válkách byla gotická loď přestavěna na trojlodní síň se žebrovou klenbou a vysvěcena roku 1508 pasovským biskupem Bernardem.
- Kostel sv. Václava – dá se předpokládat, že místo, kde kostel stojí, sloužilo jako místo uctívání prvních pohanských osadníků. Po christianizaci tam byla pravděpodobně postavena kaple ze dřeva. Kostel Václava má své počátky pravděpodobně v období kolem roku 800. Předpokládá se, že pozdější zděná kaple byla zasvěcena slovanskými osadníky v 10. století svatému Václavovi krátce po jeho smrti. Po renovačních pracích v roce 1964 našel kostel svůj účel jako válečný památník

## Vývoj počtu obyvatel
V roce 2014 zde žilo 4 125 obyvatel.
Od roku 2011 se datují snahy spojit tři sousedící obce (spolu s Pregarten a Hagenberg im Mühlkreis) do jednoho města, které by neslo společný název Aist a počtem obyvatel by převýšilo nynější sídlo okresu (tj. Freistadt)

## Partnerská města
- Vodňany, Česko

## Galerie

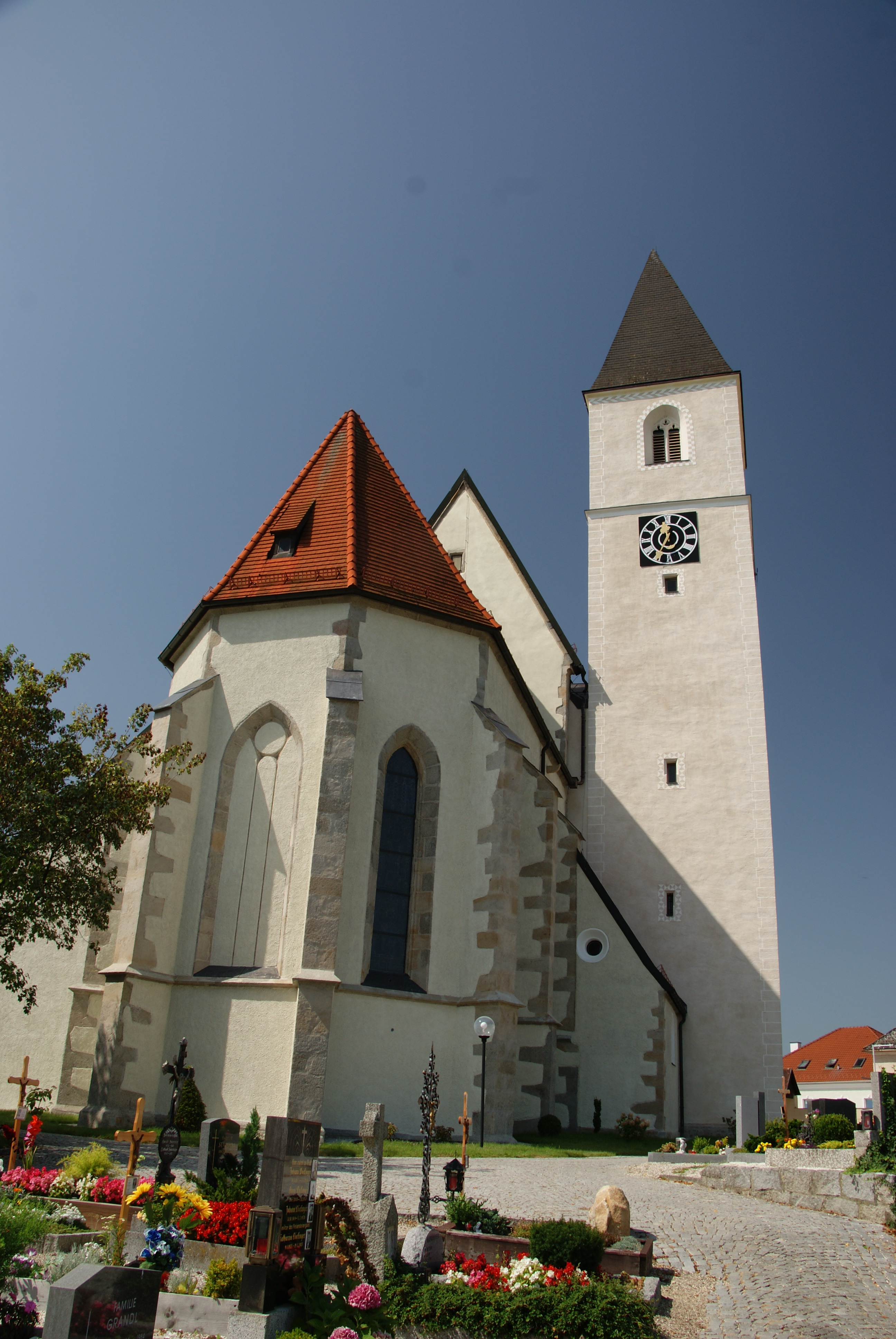
Kostel Nanebevzetí Panny Marie
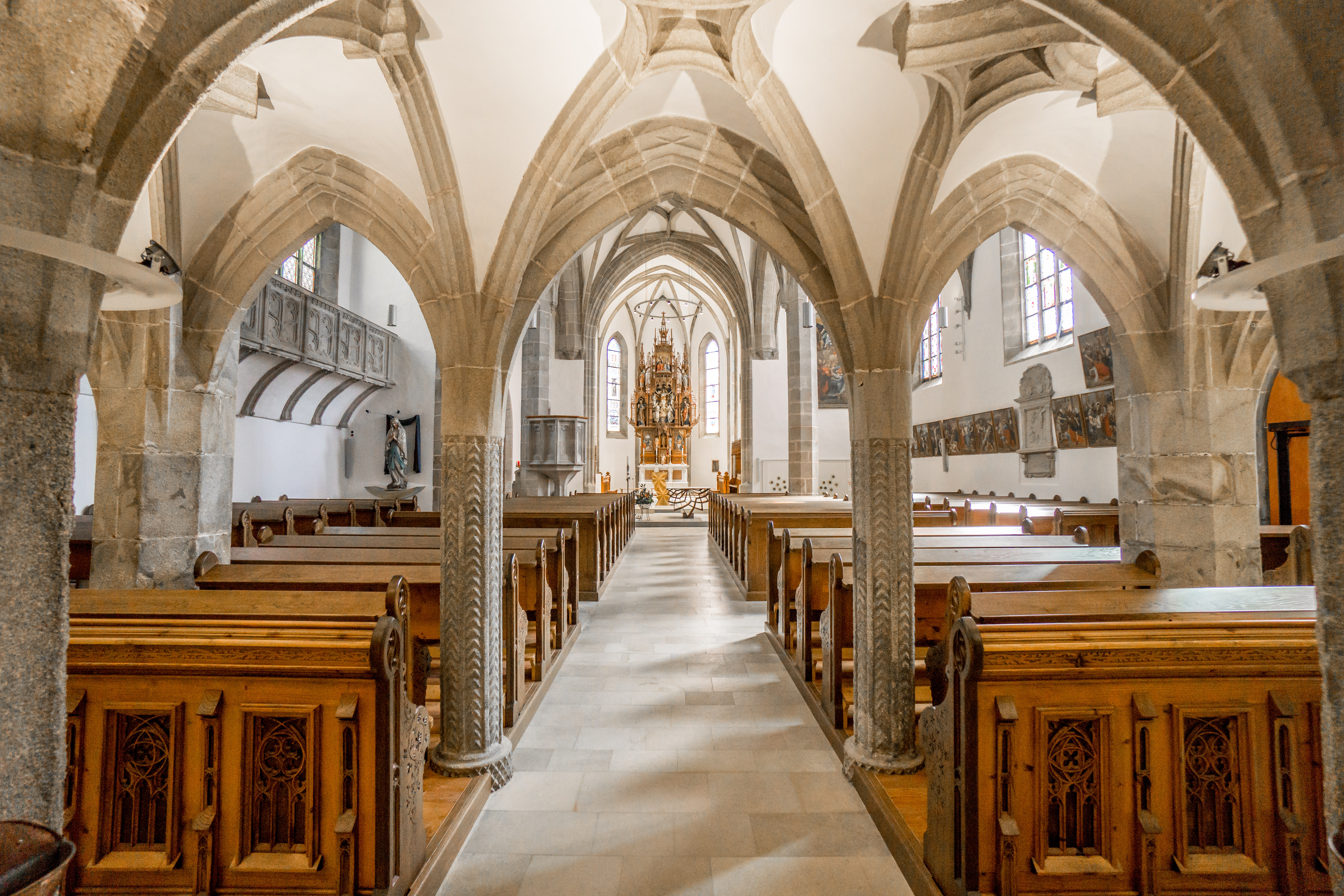
Interier kostela Nanebevzetí Panny Marie
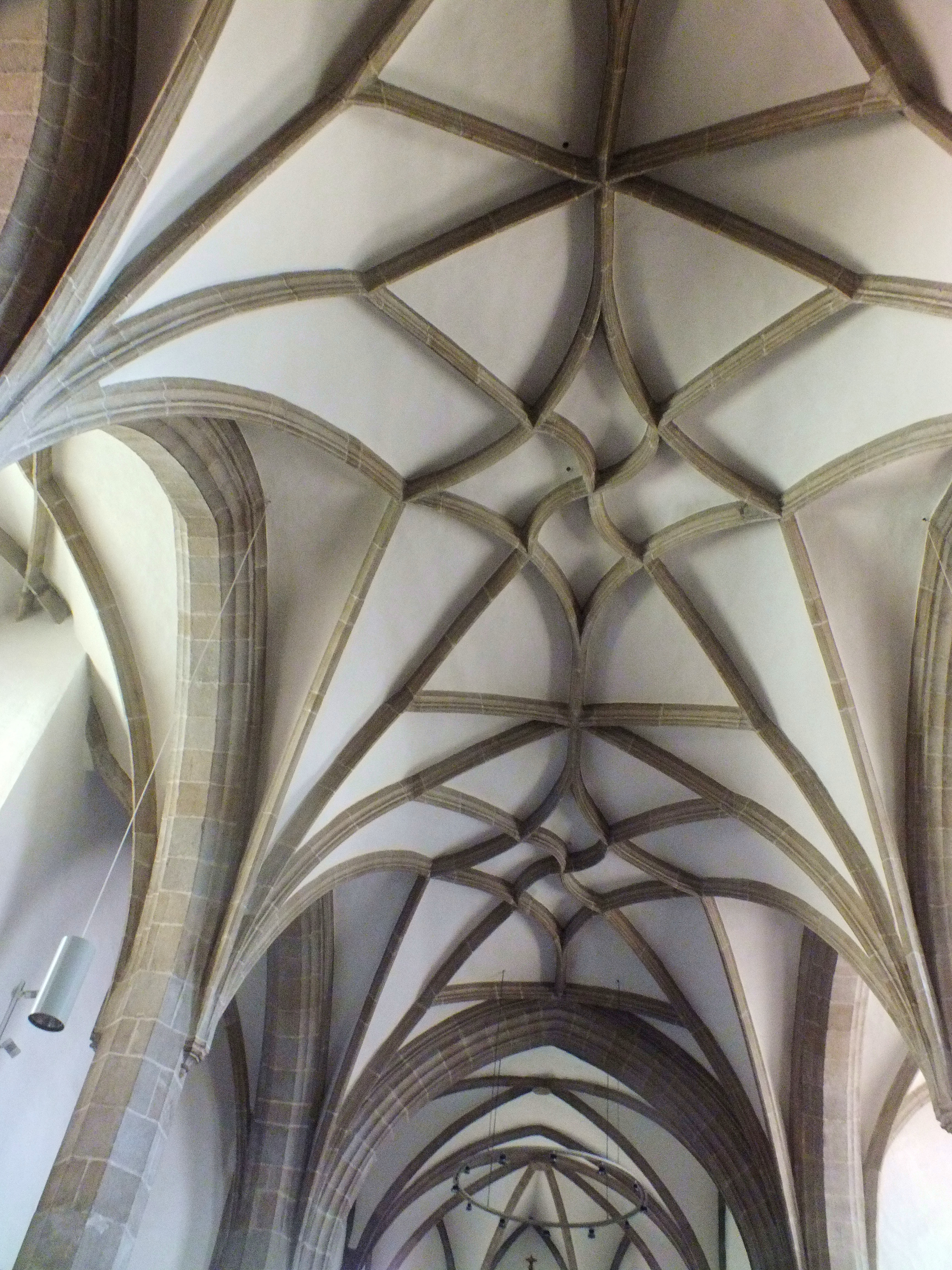
Klenba kostela Nanebevzetí Panny Marie
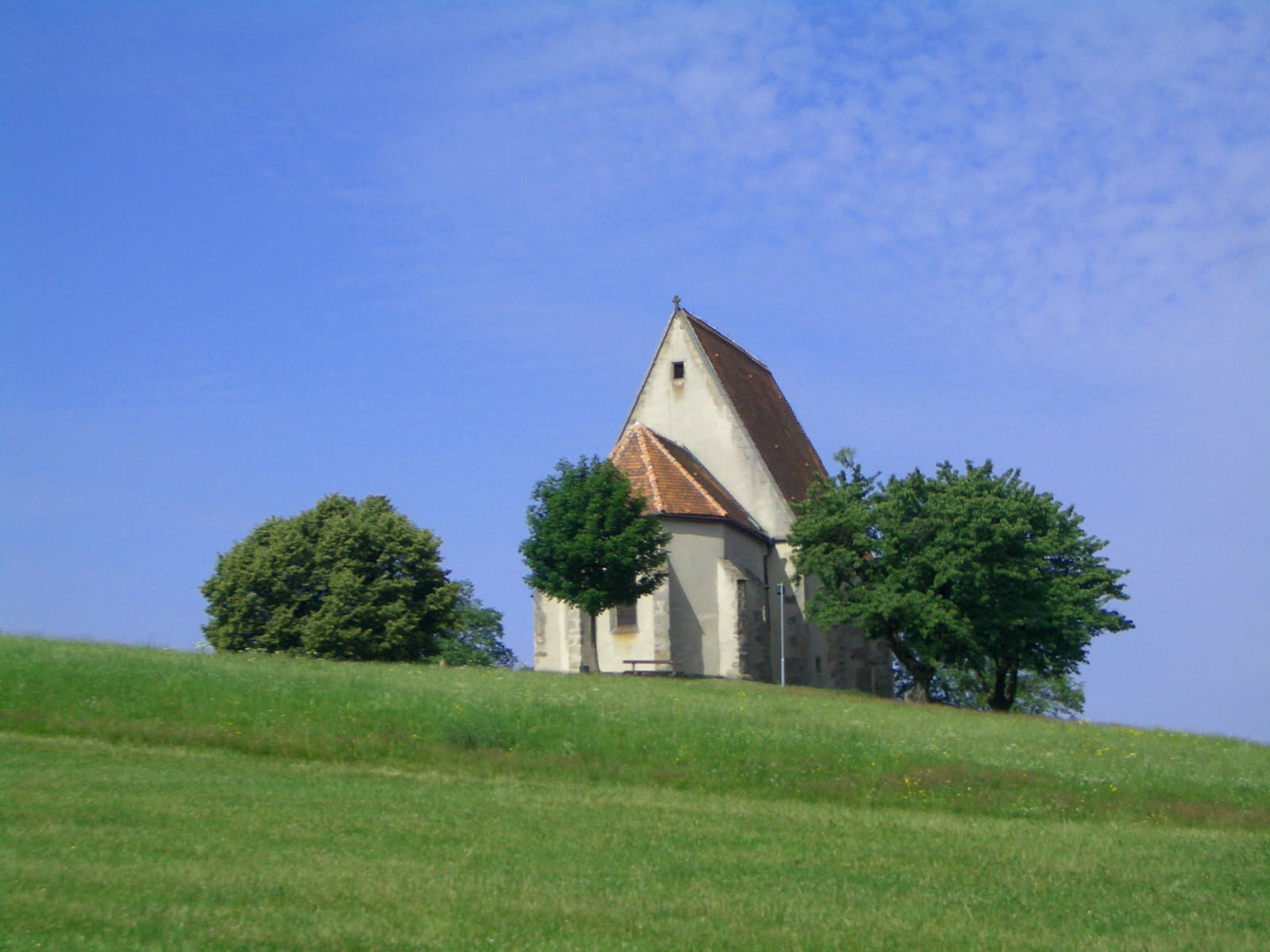
Kostel sv. Václava
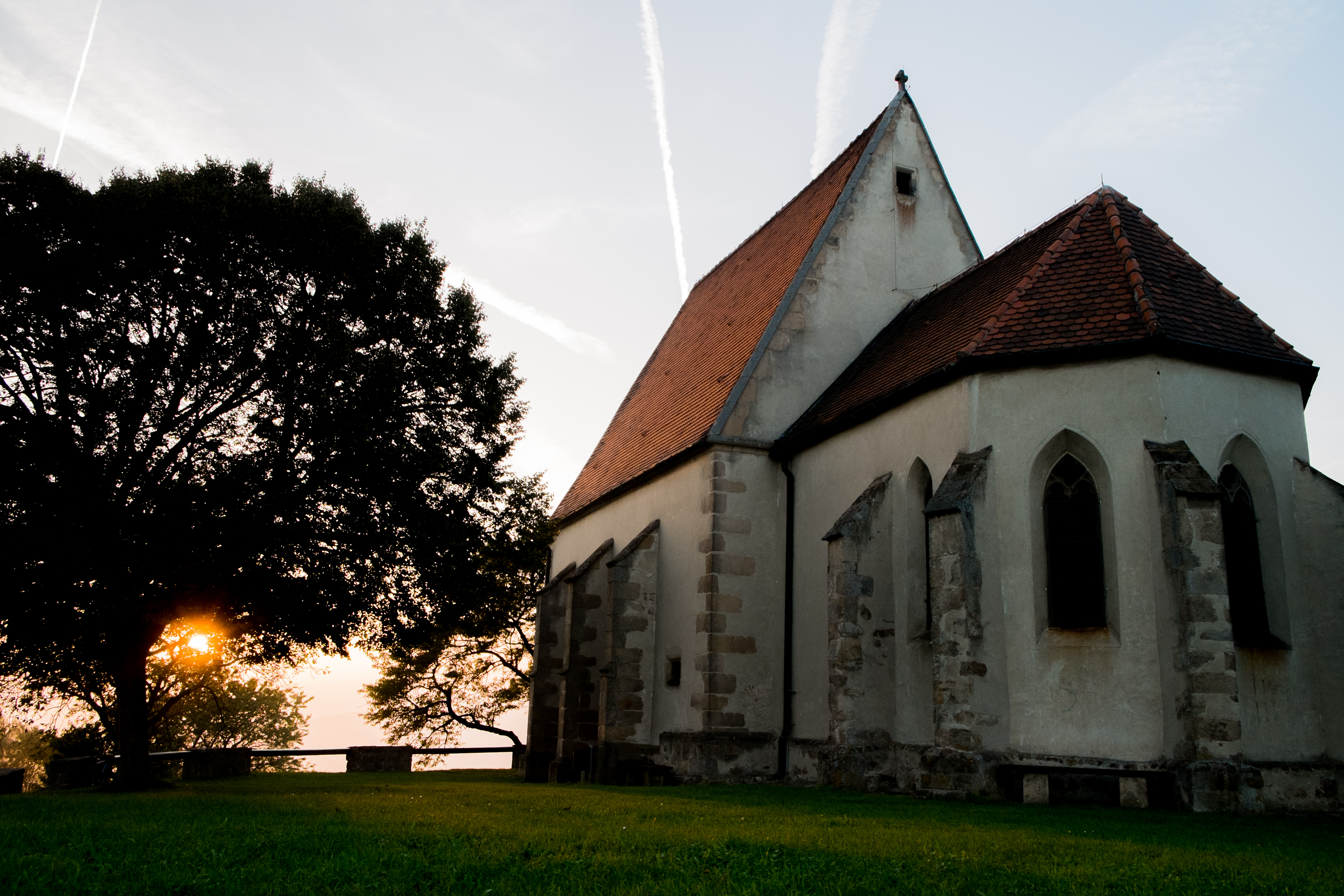
Kostel sv. Václava